# Chebureki
Chebureki es una empanada con un relleno de carne picada o molida y cebollas.  Está hecho con una sola pieza redonda de masa doblada sobre el relleno en forma de media luna.
Chebureki es un plato nacional de la cocina tártara de Crimea.  Son populares como bocadillos y comida callejera en todo el Cáucaso, Asia Central, Rusia, Lituania, Ucrania, Europa del Este,   así como entre las diásporas tártaras de Crimea en Turquía  y Rumania .

## Preparación
Cheburek es un börek de forma semicircular, relleno con una capa muy fina de carne molida de res o de cordero sazonada con cebolla molida y pimienta negra. La carne está en capas lo suficientemente delgada como para que se cocine completamente cuando el bolsillo sellado en forma de media luna se fríe en aceite de girasol o aceite de maíz. La masa, hecha de harina, sal y agua, es blanda y maleable, pero no pegajosa. La masa se separa en bolitas y cada una se extiende con un rodillo delgado. Se agrega harina adicional solo cuando sea necesario para evitar que la masa se pegue.

## Variaciones
Cheburek se llama çiğ börek ("crudo börek ") en Turquía. Es muy popular en lugares donde existe una comunidad tártara, especialmente en Eskişehir .
Töbörek es otra variedad tártara, que es básicamente un çiğ börek que se hornea en un horno de mampostería en lugar de freírse en aceite.

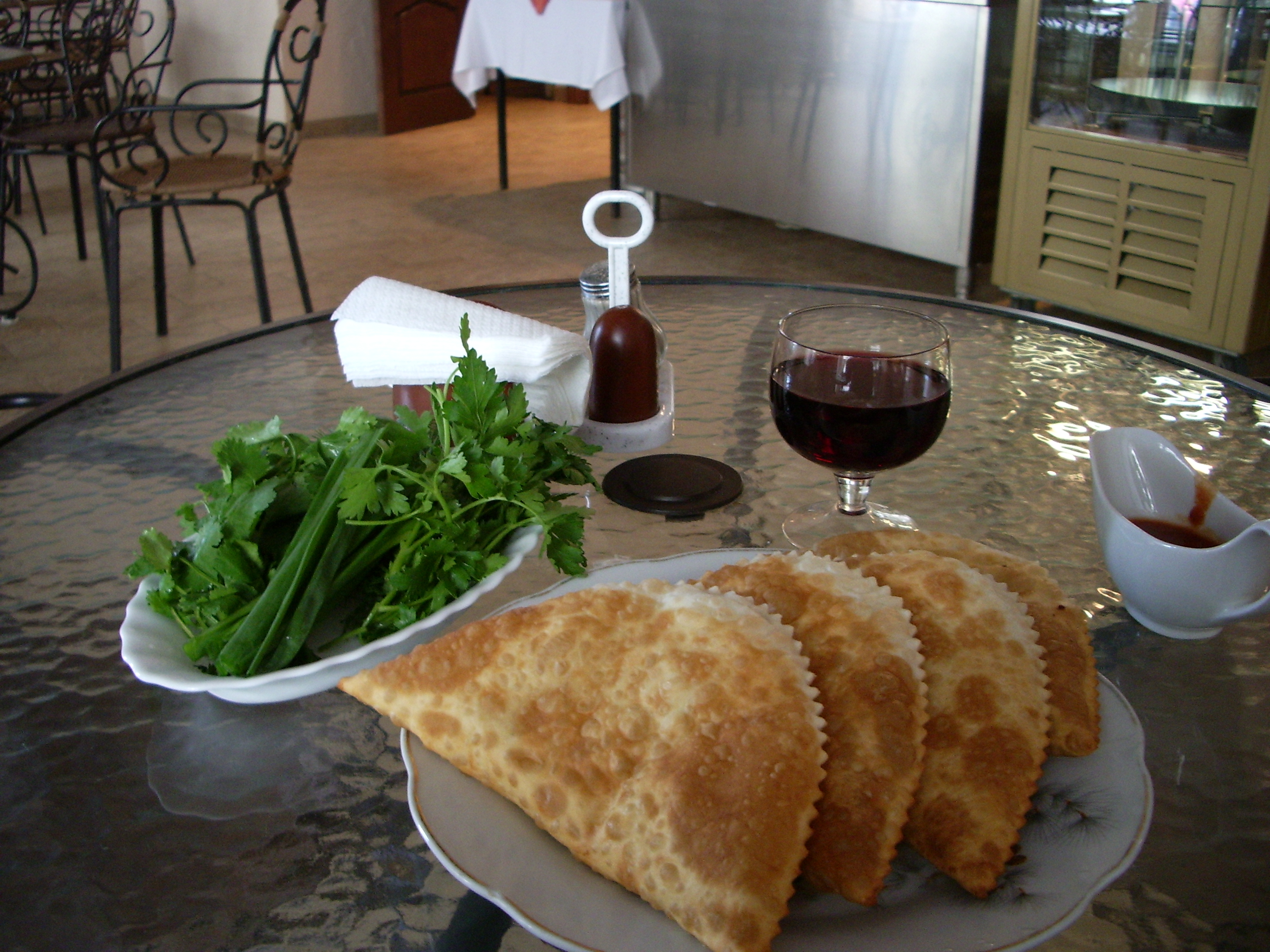
Chebureki, servido en un café en San Petersburgo, Rusia
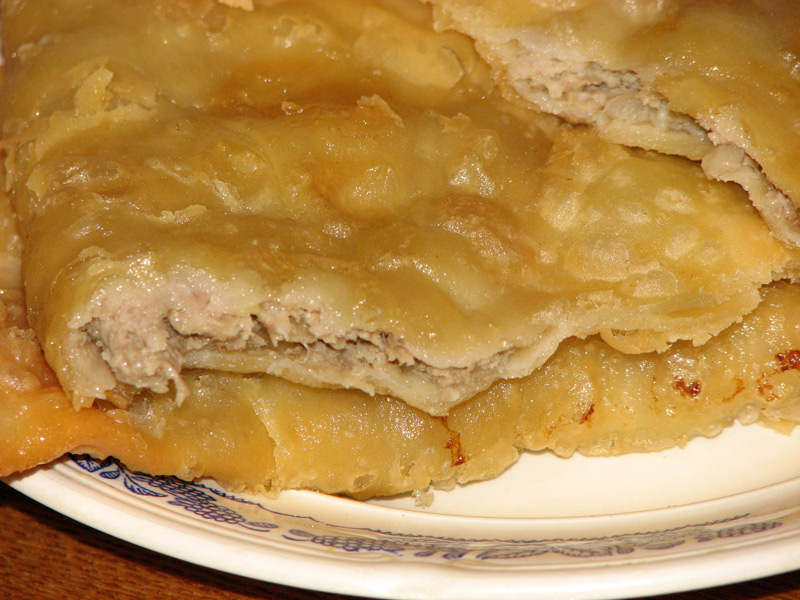
Chebureki, abierto